# Los pitufos y los pitufitos
Los pitufos y los pitufitos (en el francés original Les P'tits Schtroumpfs) es la vigesimoctava historieta de Los Pitufos escrita y dibujada por Peyo en 1988. 

## Trayectoria editorial
Esta fue la última historieta de los pitufos en publicarse originalmente en la revista Le Journal de Spirou (concretamente entre los números 2595 y 2600). A partir de entonces, las nuevas entregas de la serie aparecerían en la revista infantil Schtroumpf!.
Más tarde se recopiló en álbum junto a El pitufo robot.

## Argumento
El ruido de algunos pitufos practicando para un concierto causa que el reloj de arena de Papá Pitufo se rompa, así que envía a tres pitufos (el Pitufo Natural, el Pitufo Travieso y el Pitufo Tristón) a casa del Padre Tiempo en busca de uno nuevo. El Papá Pitufo también encuentra a la Pitufina triste por ser la única pitufa.
En casa del Padre Tiempo, Papilio, la mariposa del Pitufo Natural, entra a un reloj de abuelo y los tres pitufos lo siguen. Sin embargo, el reloj, que gira al revés, es mágico y rejuvenece a los cuatro como tres pitufitos y una oruga. Se dan cuenta de que les agrada su nueva niñez, y vuelven a la Aldea Pitufa.
De regreso en la aldea, los pitufitos entran en conflicto intergeneracional con los demás pitufos, principalmente con el Pitufo con Gafas. Deciden vestirse en su propio estilo personal en vez de usar los clásicos trajes de pitufo. El Pitufo Travieso se adelanta al Pitufo Gruñón al decir "¡Y a mí no me gustan los grandotes!" antes de que el Pitufo Gruñón pueda decir "a mí no me gustan los pitufitos", y el Pitufo Tristón vuelve uno de los regalos del Pitufo Bromista en su contra.
En el concierto, el Pitufo con Gafas dirige la orquesta en una obra musical que hace dormir a casi todos los pitufos, y entonces los pitufitos llegan con instrumentos caseros y una música rítmica que hace bailar a todos.
Al día siguiente, los pitufitos notan la depresión de la Pitufina por carecer de una amiga, así que van a casa del brujo Gargamel y roban de su libro mágico la fórmula para hacer pitufitas. Cuando Gargamel lo descubre, hechiza la arcilla necesaria para hacer una pitufita; cuando el sol de mediodía irradie cualquier cosa hecha con esa arcilla, explotará. Sin saber esto, los pitufitos se llevan la arcilla y la usan para crear una pequeña pitufita llamada Sassette. La Pitufina está feliz de tener una amiga, pero Papá Pitufo castiga a los pitufitos por hacer todo esto sin permiso.
Sassette deambula por la aldea y el Pitufo Gruñón le dice que no le gusta porque, al ser una Pitufina, es una criatura de Gargamel. La curiosa Sassette pregunta quién es Gargamel, así que el Pitufo Gruñón le cuenta acerca de Gargamel y su casa al otro lado del bosque. Sassete va a casa de Gargamel, y el hechicero huye de ella, pues sabe que explotará pronto. Por suerte, Papá Pitufo descubre esto y hace un antídoto que rocía en la cara de Sassette, lo que evita que explote.